# Дураки умирают по пятницам
«Дураки умирают по пятницам» — советский остросюжетный фильм, криминальная драма 1990 года режиссёра Рудольфа Фрунтова. Совместное производство СССР и Болгарии.

## Сюжет
СССР, конец 1980-х годов. Сотрудник милиции Андрей Обухов, отсидев три года в тюрьме по ложному обвинению, возвращается домой. Его друг и коллега, которого он решил навестить сразу после освобождения, оказывается убит, и Обухов снова под подозрением. Андрей вынужден бежать и скрываться, обращаясь к помощи случайной знакомой Яны. В городе, где властные и силовые структуры погрязли в коррупции, можно положиться только на себя. Андрей начинает собственное расследование.
В ходе расследования Обухов узнаёт, что к гибели его друга причастен некий Гелий Иванович. Андрей «раскалывает» Гелия и решает встретиться с Бугром, проинформировав своего бывшего коллегу Толика Ткачёва.
Захватив в заложники шофёра Василия, Андрей отправляется на дачу к Яне, где находится Гелий Иванович и все его сообщники. Вовремя подъехавшая милиция связывает всю банду. Ткачёв, также приехавший на задержание, оказывается тем самым Бугром, с которым Обухов собирался встретиться. Взяв в заложники Риту, сестру Яны, Бугор-Ткачёв пытается спастись бегством, но милиция настигает его. Бугор попадает в аварию и, увидев, что его-таки настигли Обухов и милиция, стреляется. Рита остаётся жива, все члены банды арестованы, обвинения с Андрея сняты.

## В ролях
- Василий Мищенко — Андрей Иванович Обухов
- Оксана Фандера — Яна (роль озвучила Марина Неёлова[3])
- Игорь Янковский — Анатолий Ткачёв, он же Бугор
- Андрей Гусев — Рыжий
- Владимир Земляникин — полковник
- Игорь Кашинцев — Боренька
- Михаил Козаков — Гелий Иванович
- Римма Маркова — тетя Таня
- Маргарита Сергеечева — Рита
- Евгений Дегтяренко — Василий
- Борис Абрамкин — депутат Борис Наумов
- Александр Иншаков — Макс
- Наталья Позднякова — прокурор Позднякова
- Александр Числов — дебил
- Сергей Чурбаков — Хвощ

## Съёмочная группа
- Режиссёр: Рудольф Фрунтов
- Сценарист: Юрий Беленький
- Оператор: Анатолий Иванов
- Композитор: Юрий Антонов

## Факты
- Фильм снимался в Крыму, в частности, в Ялте[4].
- В фильме звучит песня Юрия Антонова «Лунная дорожка» из одноимённого альбома[5].